# Pipilo maculatus
Pipilo maculatus là một loài chim trong họ Emberizidae.